# Limitless
«Limitless» (укр. Безмежний) — перший мініальбом американського пост-хардкор гурту Crown the Empire, який вийшов 29 листопада 2011.

## Критика
Альбом отримав схвальні відгуки. Зокрема, New Transcendence написали, що цей гурт має унікальний вокал, потужний скримінг і зворушливі мелодії, та що впевнені, що у гурту велике майбутнє.

## Список композицій
| CD видання | CD видання                                | CD видання |
| #          | Назва                                     | Тривалість |
| ---------- | ----------------------------------------- | ---------- |
| 1.         | «The Glass Elevator (Walls)»              | 2:55       |
| 2.         | «Breaking Point»                          | 4:42       |
| 3.         | «Wake Me Up»                              | 4:23       |
| 4.         | «Johnny Ringo»                            | 4:19       |
| 5.         | «Voices» (за участю Брітні Мішель Горнер) | 3:21       |
| 6.         | «Limitless» (за участю Денис Шафоростов)  | 4:27       |
| 7.         | «Lead Me Out of the Dark»                 | 3:17       |
| 27:27      |                                           |            |

## Учасники запису

### Crown the Empire
- Ендрю Рокхолд — головний вокал
- Беннет Вогельман — соло-гітара , беквокал
- Брендон Гувер — ритм-гітара , беквокал
- Гайден Трі — бас-гітара
- Брент Тадді — ударні
- Остін Дункан — клавішні

### Запрошені музиканти
- Брітні Мішель Горнер — вокал на «Voices»
- Денис Шафоростов — вокал на «Limitless»